# 三津氏
三津氏（みつうじ）は、日本の氏族。御羮とも。

## 概要
渡来系氏族とみられる。姓は首。『新撰姓氏録』にはみえない。『比叡山大師伝』によると、後漢の献帝の末裔・登万貴王の子孫が応神朝に来朝したと伝える。近江国志賀郡三津に居地を賜り、氏姓名はこの地名に由来する。